# Bandana I
Bandana I (или просто Bandana) — совместный студийный альбом российских рэп-исполнителей Big Baby Tape и Kizaru. Выпущен 22 октября 2021 года на лейбле Sony Music Russia.

## История
Big Baby Tape улетел к Kizaru в Барселону в середине июня 2021 года. Там они построили домашнюю студию, где и записали альбом.
Название релиза было анонсировано 17 июля 2021 года в одноимённом ролике на YouTube-канале творческого объединения Haunted Family.
У альбома также планируется продолжение в виде второй части, 20 февраля 2023 года на Youtube-канале «Вписка» вышло интервью с Big Baby Tape, где Егор рассказал, что 2-я часть Bandana готова на 60 %, и выход планируется на лето. Во второй части интервью с Егором, Егор рассказал, что 2-я часть банданы уже готова, и на ней возможно появится музыкант Friendly Thug, так как он симпатизирует Олегу и Егору.
В конце июня 2024 года на канале блогера John However появился блог с отдыха в Дубае, в котором так же принимал участие Big Baby Tape. В видео Егор рассказал, что после релиза совместного с Aarne альбома PEEKABOO, он летит в Барселону, чтобы закончить 2-ю часть Bandana.

## Успех
Альбом набрал миллион прослушиваний ВКонтакте за 15 минут и три миллиона прослушиваний спустя час после релиза. Через сутки количество прослушиваний достигло 18 миллионов, однако не смогло побить рекорд в 21 миллион прослушиваний, ранее установленный российским рэпером Моргенштерном с его альбомом Million Dollar: Happiness.
По словам Big Baby Tape, спустя два дня все треки альбома попали в чарты пятнадцати стран мира, а трек «Bandana» побил рекорд по прослушиваниям за сутки в Spotify.
Через 2 дня после выхода альбома трек «Bandana» занял первое место в мировом чарте Genius, а трек «99 Problems» — 76 место в мировом чарте Apple Music.
24 января 2022 альбом перешагнул отметку в 100 миллионов прослушиваний в ВКонтакте, тем самым став первым альбомом, набравшим такое количество прослушиваний.
По данным InterMedia, за два месяца альбом суммарно прослушали полмиллиарда раз. Альбом был удостоен платиновой сертификации..

### Рейтинги
| Год  | Издатель    | Рейтинг                            | Позиция | Прим.  |
| ---- | ----------- | ---------------------------------- | ------- | ------ |
| 2021 | Apple Music | Топ-10 альбомов в России           | 7       | [ 17 ] |
| 2021 | The Flow    | Топ-50 отечественных альбомов 2021 | 4       | [ 18 ] |
| 2021 | Spotify     | Топ-5 альбомов России              | 1       | [ 19 ] |

## Список композиций
Все тексты написаны Егором Ракитиным (Big Baby Tape) и Олегом Нечипоренко (Kizaru).
| №                   | Название            | Длительность |
| ------------------- | ------------------- | ------------ |
| 1.                  | «99 Problems»       | 2:39         |
| 2.                  | «So Icy Nihao»      | 2:33         |
| 3.                  | «Big Tymers»        | 3:11         |
| 4.                  | «Dirrt»             | 2:41         |
| 5.                  | «Ladidadida»        | 2:00         |
| 6.                  | «Million»           | 2:14         |
| 7.                  | «5 Nights Crazy»    | 2:19         |
| 8.                  | «Errbody Sleeping»  | 2:43         |
| 9.                  | «Mama Makusa»       | 2:52         |
| 10.                 | «Bandana»           | 2:31         |
| 11.                 | «Slip & Slide»      | 1:54         |
| 12.                 | «Andrew Story»      | 3:12         |
| 13.                 | «Bon Voyage»        | 2:14         |
| 14.                 | «Ride Or Die»       | 3:03         |
| Общая длительность: | Общая длительность: | 36:00        |

## Участники записи
Список участников записи взят с Genius.
Продюсеры
- Big Baby Tape (дорожки 1, 2, 4, 6, 11 и 12)
- Waves B (дорожка 2)
- Culoso Beats (дорожки 3 и 5)
- Flory (дорожки 3 и 5)
- Vickyferribeats (дорожка 6)
- Soulm8 (дорожка 6)
- Deyjan Beats (дорожка 7)
- YG Woods (дорожка 9)
- Montana (дорожка 10)
- Evince Beats (дорожка 13)
- Call Me G (дорожка 13)
- JunioR Beats (дорожка 14)

Производство
- Алексис Псарудакис — мастеринг
- Начо Молино — мастеринг
- Маркос Лопес Реолид — сведение
- Molly Mo Records — сведение

## Чарты
| Чарт (2021)   | Высшая позиция |
| ------------- | -------------- |
| Литва (AGATA) | 1              |

## Сертификации
| Регион | Сертификация  | Прослушивания |
| ------ | ------------- | ------------- |
| Россия | бриллиантовый | >500.000.000  |